# Крок вправо… крок вліво…
«Крок вправо… крок вліво…» — радянський художній фільм 1991 року, знятий режисером Юрієм Сабітовим на студії «ІНСОН».

## Сюжет
Чи можна втекти від долі, якщо тихо і непомітно жити, не завдаючи нікому зла? Виявляється не можна. Так приїзд відомої співачки та популярної тележурналістки спричиняє фатальні та непередбачувані події.

## У ролях
- Карим Мірхадієв — Бахтієр Умаров
- Набі Абдурахманов — Салімджан (Кіш-міш), зек
- Іван Мацкевич — Доронін, зек
- Геннадій Четвериков — «Горила», зек
- Олександр Аржиловський — Валентин Петрович Кубасов, майор, начальник ВТК
- Павло Гаврилюк — Кольцов, капітан, заступник начальника ВТК
- Олександр Мілютін — старший прапорщик
- Гульнара Дусматова — Нофіса, дружина Бахтієра
- Аброр Бакіров — конвоїр
- Олександр Зав'ялов — Сладковський, зек
- Валерій Кудашкін — роль другого плану
- Володимир Сидоров — Федя Волков, актор-зек
- Фатіх Гайнутдінов — роль другого плану
- Ольга Кормухіна — співачка
- Василь Псатас — епізод
- Олександра Ліванська — Олександра Юріївна, тележурналіст
- Юрій Гусєв — капітан
- Михайло Корицев — епізод
- Євген Ширяєв — «Лоб», пахан
- Яків Мейдер — епізод
- Г. Гаїбов — епізод
- Станіслав Фалько — зек
- А. Афанасьєв — епізод
- Микола Борисов — бандит
- Олена Зірко — епізод
- Станіслав Стрєлков — молодший лейтенант, начальник конвою
- Валерій Нємєшаєв — сержант, водій автозаку
- Станіслав Міхін — «Кабан», зек
- А. Лахін — епізод
- С. Задорін — епізод
- Леонід Травицький — епізод
- Микола Іванов — епізод
- Т. Ваніченко — епізод
- А. Даянаєв — епізод
- Олімжан Салімов — епізод
- Ю. Карапетова — епізод
- Ольга Бачуріхіна — епізод

## Знімальна група
- Режисер — Юрій Сабітов
- Сценарист — Зульфікар Мусаков
- Оператор — Тимур Каюмов
- Композитор — Євген Ширяєв
- Художник — Едуард Аванесов